# Odontitella virgata
Odontitella virgata é uma espécie de planta com flor pertencente à família Scrophulariaceae. 
A autoridade científica da espécie é (Link) Rothm., tendo sido publicada em Mittheilungen der Thuringischen Botanischen Vereins, n. s., 1: 227. 1943.

## Portugal
Trata-se de uma espécie presente no território português, nomeadamente em Portugal Continental.
Em termos de naturalidade é endémica da Península Ibérica.

## Protecção
Não se encontra protegida por legislação portuguesa ou da Comunidade Europeia.